# Incidente del C-17 Globemaster dell'USAF del 2010
Il 28 luglio 2010, un Boeing C-17 Globemaster III dell'aeronautica militare statunitense (USAF) precipitò presso la base aerea di Elmendorf, in Alaska, mentre si esercitava per un'esibizione di volo all'imminente Arctic Thunder Air Show. Tutti e quattro i membri dell'equipaggio a bordo morirono. Si tratta dell'unico incidente mortale di un Boeing C-17.
L'inchiesta successiva attribuì a un errore del pilota la responsabilità dello stallo a bassa quota che aveva portato all'incidente.

## L'aereo

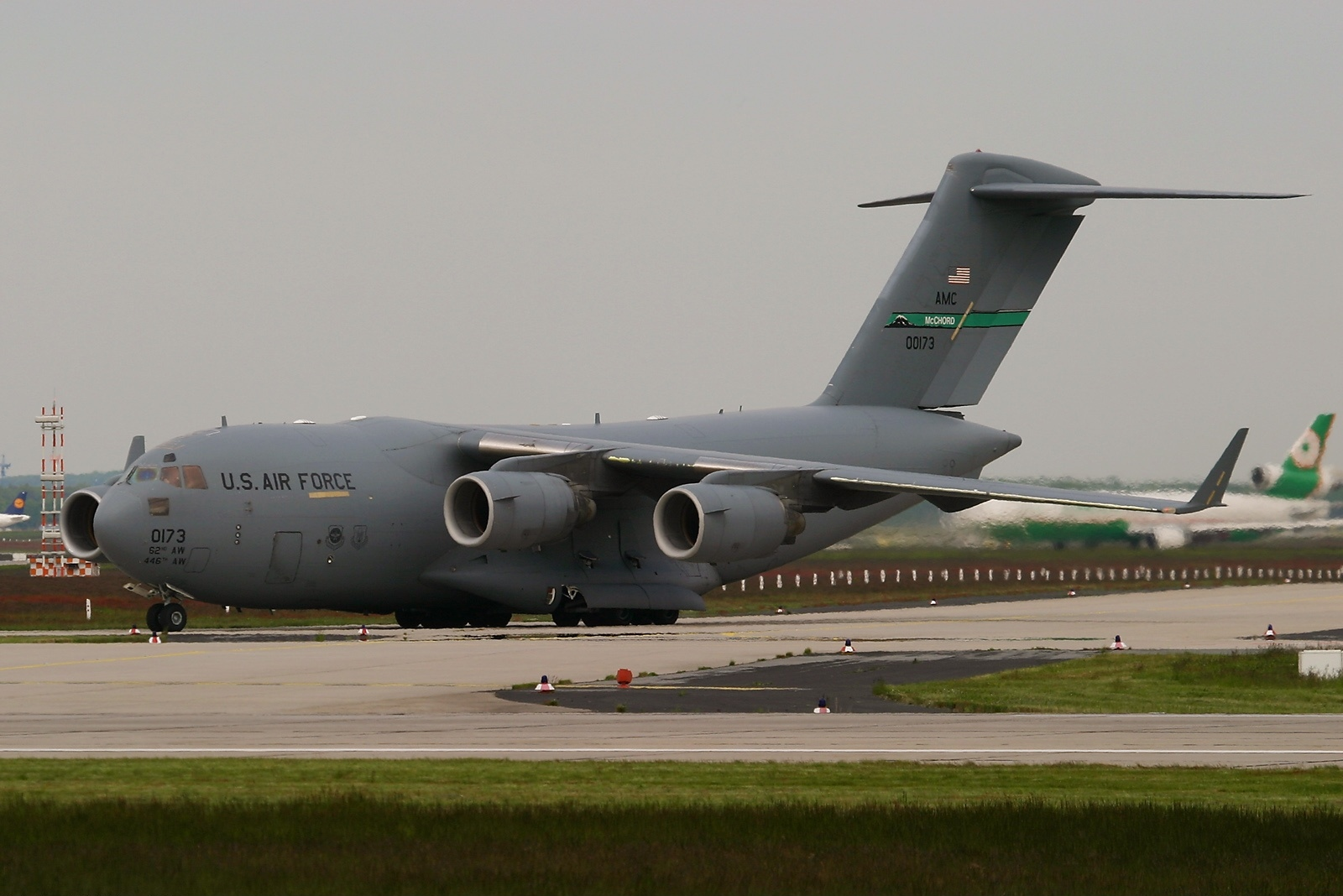
00-0173, l'aereo coinvolto nell'incidente, all'aeroporto di Francoforte nel 2005.

Il velivolo era un quadrimotore C-17 Globemaster III costruito dalla Boeing. Apparteneva al 3º Stormo (3 WG) e operava congiuntamente al 176º Stormo (176 WG) presso la base aerea di Elmendorf, situata vicino al centro di Anchorage. Il velivolo aveva il numero di serie USAF "00-0173" ed era chiamato Spirit of the Aleutians.
L'aeronautica militare degli Stati Uniti aveva 222 C-17 in servizio presso l'aeronautica militare attiva, la riserva dell'aeronautica e la guardia nazionale aerea (ANG), e il tipo era basato a Elmendorf dal giugno 2007. Al momento dell'incidente, la base disponeva di otto velivoli, gestiti congiuntamente da un'organizzazione dell'Air Force in servizio attivo, il 517th Airlift Squadron del 3º Stormo e da un'unità dell'Alaska Air National Guard, il 249th Airlift Squadron del 176º Stormo. L'incidente è stato il primo incidente mortale di un C-17.

## L'equipaggio
Tutti i quattro membri dell'equipaggio a bordo morirono; si tratta dei maggiori Michael Freyholtz e Aaron Malone, piloti assegnati al 249° Airlift Squadron dell'Alaska ANG; del capitano Jeffrey Hill, pilota assegnato al 517° Airlift Squadron dell'Aeronautica Militare in servizio attivo di Elmendorf; e del Senior Master Sergeant Thomas E. Cicardo, loadmaster del 249° Airlift Squadron dell'Alaska ANG.

## L'incidente
Il 28 luglio 2010, l'equipaggio stava effettuando un volo di addestramento in preparazione dell'imminente Arctic Thunder Air Show, che si sarebbe tenuto presso la Elmendorf AFB dal 31 luglio al 1º agosto. Il C-17 è comunemente presente negli air show statunitensi, per evidenziare le sue capacità di decollo e atterraggio a breve distanza. L'aereo aveva volato in precedenza quel giorno con un altro equipaggio.
Alle 18:22 circa, ora legale dell'Alaska (UTC-8), il C-17 decollò dalla pista 06 di Elmendorf AFB per esercitarsi. Dopo la salita iniziale, seguita da una virata a sinistra, il pilota eseguì una brusca virata a destra. Mentre l'aeromobile si inclinava, il sistema di avviso di stallo si attivò per avvisare l'equipaggio di un imminente stallo. Invece di attuare le procedure di recupero, il pilota continuò la virata e l'aereo entrò in uno stallo aerodinamico dal quale non fu possibile recuperare. L'aereo precipitò ed esplose in una palla di fuoco a circa 3 km dal campo di volo.
Un membro del Dipartimento dei Vigili del Fuoco di Anchorage descrisse come una palla di fuoco si fosse levata in aria fino a circa 3 km da Anchorage. I detriti dell'incidente si spasero lungo 60 metri dei binari dell'Alaska Railroad, che trasportavano quotidianamente treni passeggeri e merci attraverso l'area della base, a nord di Wasilla, anche se al momento dell'incidente non era previsto il passaggio di nessun treno.
Le riparazioni dei binari della vicina ferrovia causarono la sospensione del servizio merci e la deviazione del servizio passeggeri in autobus. Lo spettacolo aereo si svolse come previsto in omaggio alle quattro vittime.

## Le indagini
Il rapporto d'inchiesta sull'incidente venne pubblicato il 13 dicembre 2010. Il rapporto attribuiva il disastro a un errore del pilota, affermando che la sua eccessiva sicurezza nell'eseguire una manovra aggressiva di virata a destra aveva portato a uno stallo a bassa quota e al conseguente incidente, nonostante gli avvertimenti forniti correttamente dal sistema di avviso di stallo del velivolo, a cui né il pilota né gli altri membri dell'equipaggio avevano risposto efficacemente.
L'incidente presenta notevoli analogie con l'incidente del 1994 di un bombardiere B-52 alla base aerea di Fairchild, Washington. In entrambe le occasioni, la catena di comando dell'unità locale dell'USAF non aveva apparentemente impedito ai piloti coinvolti di sviluppare pratiche di volo deliberatamente non sicure per le esibizioni aeree di grandi aerei.